# 수페르코파 우루과야
수페르코파 우루과야(스페인어: Supercopa Uruguaya)는 우루과이 축구 협회가 주최하는 우루과이의 국내 축구 슈퍼컵 대회이다. 2018년부터 시작되었으며, 전 시즌의 프리메라 디비시온의 우승팀과 토르네오 인테르메디오 우승팀 간의 경기이다. 해당 대회는 시즌의 시작을 알리는 경기이기에 매년 1월 말이나 2월 초, 시즌 시작 1주일 전에 열릴 열린다.